# محسن جوادی
محسن جوادی (زاده ۱۳۴۲ ابهر) پژوهشگر فلسفه اخلاق و استاد دانشگاه قم است که از آذر ۱۴۰۳ برای دومین بار به‌عنوان معاون فرهنگی وزارت فرهنگ و ارشاد اسلامی فعالیت می‌کند. او همچنین ریاست پژوهشگاه فرهنگ، هنر و ارتباطات را بر عهده دارد.
جوادی در دولت روحانی از سال ۱۳۹۶ تا ۱۴۰۰ معاون فرهنگی وزیر فرهنگ و ارشاد اسلامی بود. جوادی همچنین دبیر علمی جایزه جهانی کتاب سال جمهوری اسلامی ایران بوده‌است.

## کتاب‌ها
- آشنایی با متون اخلاق اسلامی، محسن جوادی، ناشر: دانشگاه پیام نور
- معارف اسلامی (۲)، محسن جوادی، علیرضا امینی، ناشر: دفتر نشر معارف (وابسته به نهاد نمایندگی مقام معظم رهبری در دانشگاه‌ها)
- جستارهایی در اخلاق کاربردی، گروه مؤلفان، ناشر: دانشگاه قم
- گفتارهایی در نظریه اعتباریات و نظریه اجتماعی، محسن جوادی، حسین هوشنگی، ناشر: دانشگاه امام صادق
- مسئله باید و هست، ناشر: بوستان کتاب
- درآمدی بر خداشناسی فلسفی، ناشر: بنیاد معارف اسلامی
- نظریه ایمان در عرصه قرآن و کلام، محسن جوادی، ناشر: نهاد نمایندگی مقام معظم رهبری